# Monte Moncayo
O Monte Moncayo ou San Miguel é o ponto mais alto do Sistema Ibérico. Situa-se entre a província de Saragoça, Aragão (Espanha) e a  província de Soria, Castela e Leão. Com 2314,30 m de altitude é um dos picos mais relevantes da Península Ibérica.
Desde 1978 o enclave do monte é parte do "Parque Natural de la Dehesa del Moncayo" com uma superfície protegida de 9848 ha. Tem neve no alto quase todo o ano.